# Mimocoelosterna flavescens
Mimocoelosterna flavescens là một loài bọ cánh cứng trong họ Cerambycidae.